# Площадь Шаха Аббаса
Площадь Шаха Аббаса (азерб. Şah Abbas meydanı) — площадь, расположенная в историческом центре города Гянджа. В своё время являлась основным мемориальным комплексом форштадта Гянджинской крепости. Комплекс площади шаха Аббаса впервые упоминается в плане Гянджинской крепости от 1797 года. Этот архитектурный ансамбль, расположенный в центре форштадта, состоял из мечети, бани и других построек.
Площадь, вытянутая в северо-восточном и юго-западном направлениях размерами 65х320 метров, имеет неправильную прямоугольную форму. Мечеть Шаха Аббаса расположена в узкой
юго-восточной части площади. Северо-западная и юго-восточная части площади застроены арочными зданиями, используемыми в качестве магазинов. С юго-восточной стороны от лавок было несколько корпусов со смешанными дворами.

## История
Комплекс площади Шаха Аббаса впервые упоминается в плане Гянджинской крепости от 1797 года. Этот архитектурный ансамбль, расположенный в центре форштадта, состоял из мечети, бани и других построек. Площадь, вытянутая в северо-восточном и юго-западном направлениях размерами 65х320 метров, имеет неправильную прямоугольную форму. Мечеть Шаха Аббаса расположена в узкой юго-восточной части площади. Здесь ширина площади сужается до 54 метров, а на противоположной стороне расширяется до 85 метров. Все четыре стороны площади окружены платанами. Северо-западная и юго-восточная части площади застроены арочными зданиями, используемыми в качестве магазинов. С юго-восточной стороны от лавок было несколько корпусов со смешанными дворами. Некоторые из них в плане от 1797 года отмечались как рынок (базар), другие — как «шёлковая и бумажная фабрика».
Северо-западную часть площади занимал большой рыночный комплекс квадратной формы, центральные ворота которого выходили на площадь Шаха Аббаса. Рядом с мечетью Шаха Аббаса
располагалась гянджинское медресе. За мечетью располагалось кладбище, в западной части, в небольшом отдалении — баня «Чокяк хамам».

## Постройки вокруг площади

### Гянджинский ханский дворец
Дворцовый комплекс, располагавшийся в историческом центре Гянджи. В комплекс входили несколько дворцовых зданий, арочная каменная галерея, внутренние дворы и фонтаны, а также вспомогательные постройки. До начал 1970-х годов некоторые постройки всё ещё оставались в запущенном состоянии, а в 1974 году их снесли, а на их месте построили кинотеатр «Баку». В 2012 году кинотеатр также был снесён, на его месте было построено новое здание Гянджинской государственной филармонии.
Гянджинский ханский дворец представлял собой жилой комплекс в форме замка и состоял из нескольких жилых домов, а также арочного здания, называемого на карте «арочной каменной галереей, ведущей к ханскому зданию». Это здание служило специальными воротами или коридором, ведущим во дворец. В комплексе были дворы и несколько фонтанов.

### Гянджинская государственная филармония
Фундамент нового здания Гянджинской государственной филармонии был заложен 21 января 2012 года во время поездки президента Азербайджана Ильхама Алиева в Гянджу. Открытие
нового здания состоялось 10 ноября 2017 года при участии Ильхама Алиева.
Современное шестиэтажное здание построено в неоклассическом стиле. В здании созданы помещения для администрации, репетиций, гримёрная, комнаты для режиссеров и отдыха, буфет. Комплекс вмещает концертный зал на 1200 мест, конференц-зал на 300 мест, 10 лож и одну VIP-ложу. На третьем этаже выставлены бюсты Узеира Гаджибекова, Фикрета Амирова, Кара Караева, Ниязи и Арифа Меликова. На открытом воздухе имеется двухэтажная галерея общей площадью 2000 квадратных метров с двумя залами с открытой площадкой, смотровой башней и другими постройками.

### Мечеть шаха Аббаса
Историческая мечеть, построенная в XVII веке в Арранском архитектурном стиле. Гянджинская Джума-мечеть своей общей композицией, планировкой, конструктивными и художественно-
декоративными особенностями продолжает портально-купольные традиции азербайджанской архитектуры. Наряду с этим, в архитектуре здания не допущено простое повторение форм и
деталей, отражены лаконичность, выразительность и ясность, свойственные Арранской архитектурной школе.